# Zelandobates crinitus
Zelandobates crinitus är en kvalsterart som beskrevs av Hopkins 1966. Zelandobates crinitus ingår i släktet Zelandobates och familjen Hygrobatidae. Inga underarter finns listade i Catalogue of Life.